# 3881 Думерґуа
3881 Думерґуа  (3881 Doumergua) — астероїд головного поясу, відкритий 15 листопада 1925 року.
Тіссеранів параметр щодо Юпітера — 3,479.